# Aussichtsturm Blumenthal
Der Aussichtsturm Blumenthal ist ein von 2003 bis 2004 gebauter 44,65 Meter hoher Aussichtsturm nordöstlich von Blumenthal, einem Ortsteil von Heiligengrabe in der brandenburgischen Ostprignitz. Er ist der dritthöchste Holzaussichtsturm in Deutschland nach dem Jahrtausendturm und dem Eichbergturm (Stand 2015).

## Geschichte
Im Mai 1999 hatten einige Wanderer die Idee, in den Blumenthaler Bergen einen Aussichtsturm zu errichten. Sie gründeten am 8. Juni 1999 den Verein Aussichtsturmbau Blumenthal e. V., der zunächst aus sieben Mitgliedern bestand. Ein Jahr später fiel die Entscheidung, auf dem eiszeitlichen Höhenzug nördlich von Blumenthal den Turm zu errichten. Der Verein stellte die Planungen im Juli 2001 der Öffentlichkeit vor und rief Sponsoren dazu auf, das Projekt finanziell zu unterstützen. 2002 forsten die Mitglieder eine geschlossene Deponie in Blumenthal auf, um die Rodung des Bauplatzes zu kompensieren. Anschließend holzten sie rund 1000 m³ Kiefern ab, um Platz für das Vorhaben zu schaffen. Feldsteine und Findlinge grenzten dabei den Bauplatz ab. Bis Oktober 2002 konnten sie den Aufstieg zum Turmgelände fertigstellen. Dabei kamen Treppenstufen aus Eichen- und Robinienholz zum Einsatz. Ein Parkplatz unterhalb des Aufstiegs entstand im November 2002. Im Januar 2003 räumten die Mitglieder des Vereins das Plateau, um die Vorbereitungen für die Erstellung des Fundamentes zu unterstützen. Sie planierten im Februar 2003 einen Wanderweg und befestigten ihn mit Schotter. Auf dem Weg dorthin stehen mehrere Informationstafeln mit touristischen Sehenswürdigkeiten der Umgebung sowie einer Entstehungsgeschichte des Turms. Die Baugrube entstand im Mai 2003. Sie umfasste eine Fläche von 14 Metern × 14 Metern bei einer Tiefe von 2,5 Meter. In sie wurde die Grundplatte mit einer Kantenlänge von 10 Metern in exakter Ausrichtung der Himmelsrichtungen gegossen. Das Fundament entstand im September 2003, die Grundsteinlegung war am 15. Oktober 2003. Mit Hilfe eines Spezialkranes konnte der Rohbau im Februar 2004 bis auf eine Höhe von 26 Metern errichtet und im August vollendet werden. In diesem Jahr schloss sich die Gemeinde Heiligengrabe dem Verein an. Mitte September erfolgte die Abrüstung, so dass die Einweihung am 18. September 2004 stattfand.

## Technische Daten
Der Standort liegt in einer Höhe von rund 97 Metern über NN. Der Turm besitzt in 36,4 Meter Höhe eine Aussichtsplattform, die über 187 Treppenstufen zugänglich ist. Das Fundament besteht aus rund 210 m³ Beton. Das Gesamtgewicht des Bauwerks beträgt 235 Tonnen. Davon entfallen auf die Metallkonstruktion rund 72 Tonnen, auf die Fundamentfüße 13 Tonnen und auf den Turm 150 Tonnen. Insgesamt verbauten Handwerker rund 1.800 Metallbolzen. Für die Holzkonstruktion wurden 112 m³ Holz verbaut, davon rund 42 m³ Eichen- und rund 70 m³ Lärchenholz. Die Baukosten betrugen rund 350.000 Euro.

## Sonstiges
- Der Situationsbericht Waldbrandschutz 2005 des Landkreises Prignitz sieht vor, auf dem Aussichtsturm eine Spezialkamera für den Waldbrandschutz zu installieren.
- Wanderer werden am Aufstieg gebeten, einen Euro in eine Kasse des Vertrauens zu bezahlen.